# Kravaře
Kravaře (śl. Krawôrz, niem. Deutsch Krawarn) – miasto na Śląsku Opawskim (będącym częścią Górnego Śląska), w kraju morawsko-śląskim, na wschodzie Czech na Płaskowyżu Głubczyckim. Według danych z 31 grudnia 2016 powierzchnia miasta wynosiła 1937 ha, a liczba jego mieszkańców 6699 osób. Miasto jest miastem partnerskim Lublińca oraz Woźnik.

## Historia
- 1224 – pierwsze świadectwa historyczne dotyczące wsi Crawar(n); w zapisie tym uwidacznia się już językowo czeska przynależność do grupy TraT / TlaT, podobnie jak pierwotnej nazwy miejscowości Krowiarki po polskiej stronie granicy[5];
- 1630 – z rozkazu cesarza Ferdynanda II Habsburga słynny polski medyk, dyplomata i alchemik Michał Sędziwój otrzymał Kravaře, Kąty, oraz dom w Ołomuńcu.
- 1636 – zmarł w Kravařach Michał Sędziwój. Przypuszcza się, że został pochowany w kościele Świętego Ducha w Opawie.
- 1960 – nadanie praw miejskich[1].

## Zabytki
- Pałac w Kravařach

## Demografia
| Rok             | 1970 | 1980 | 1991 | 2001 | 2003 |
| --------------- | ---- | ---- | ---- | ---- | ---- |
| Liczba ludności | 5949 | 6395 | 6560 | 6693 | 6787 |

Źródło: Czeski Urząd Statystyczny

## Galeria

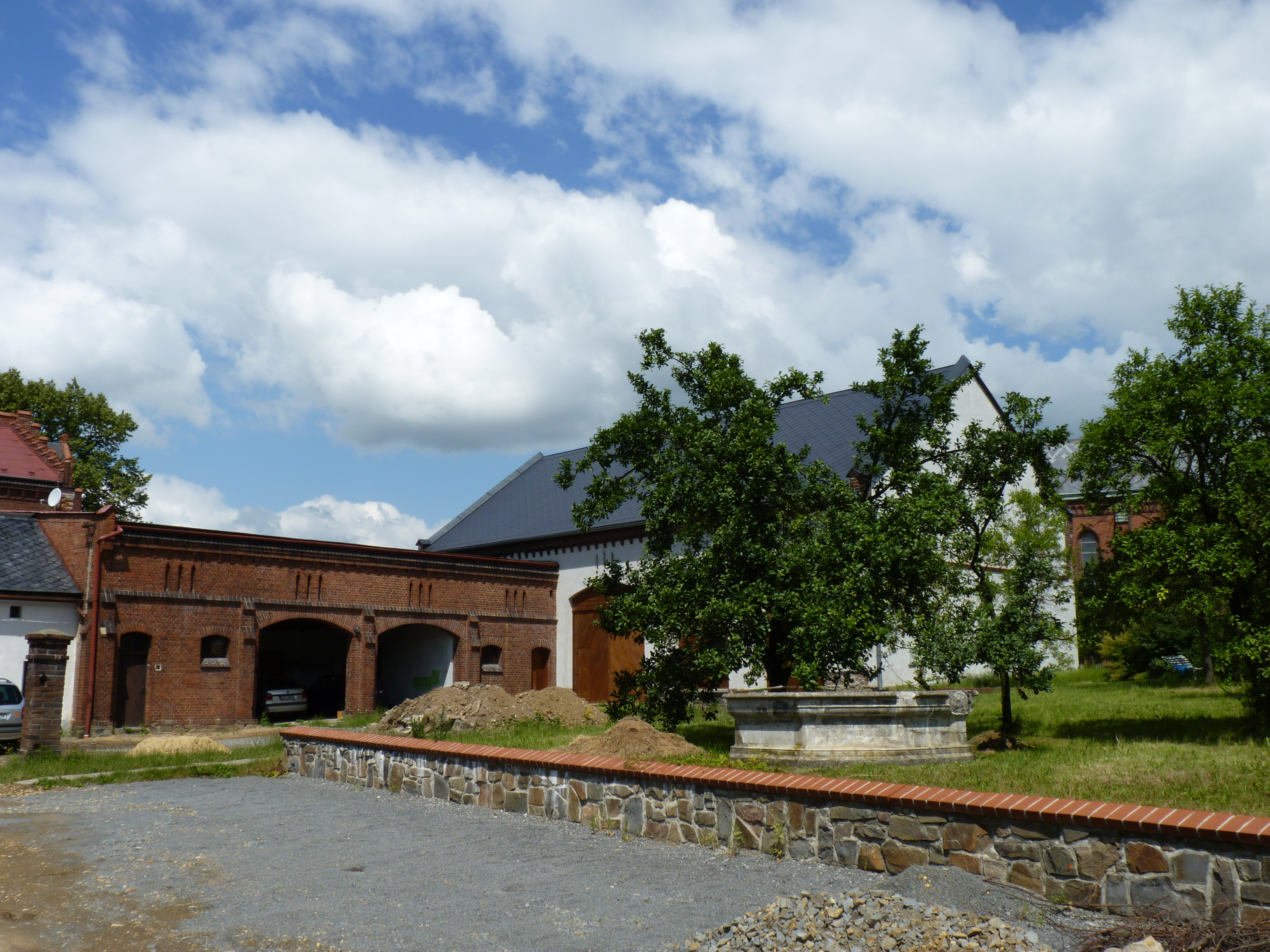
Plebania
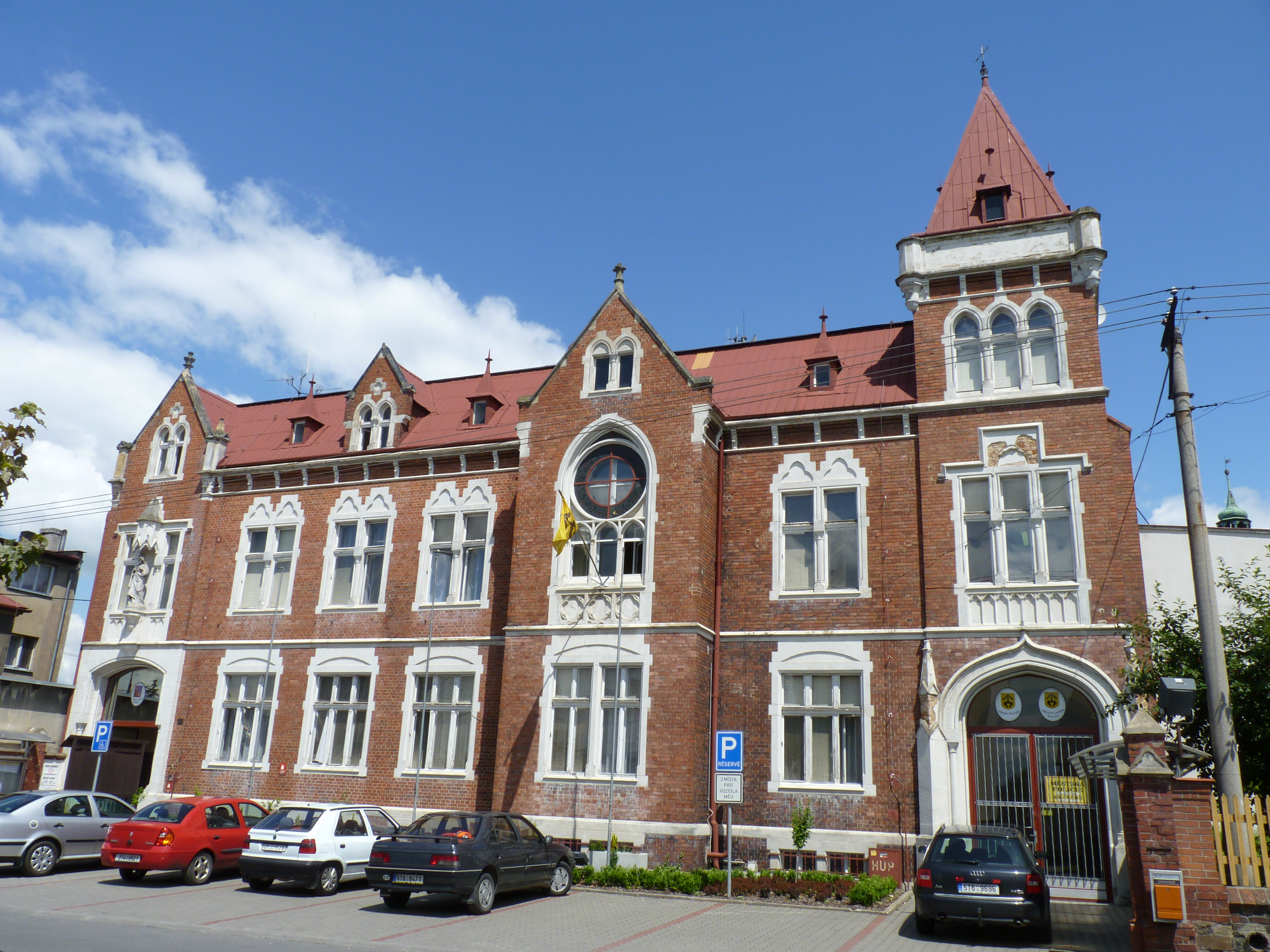
Ratusz
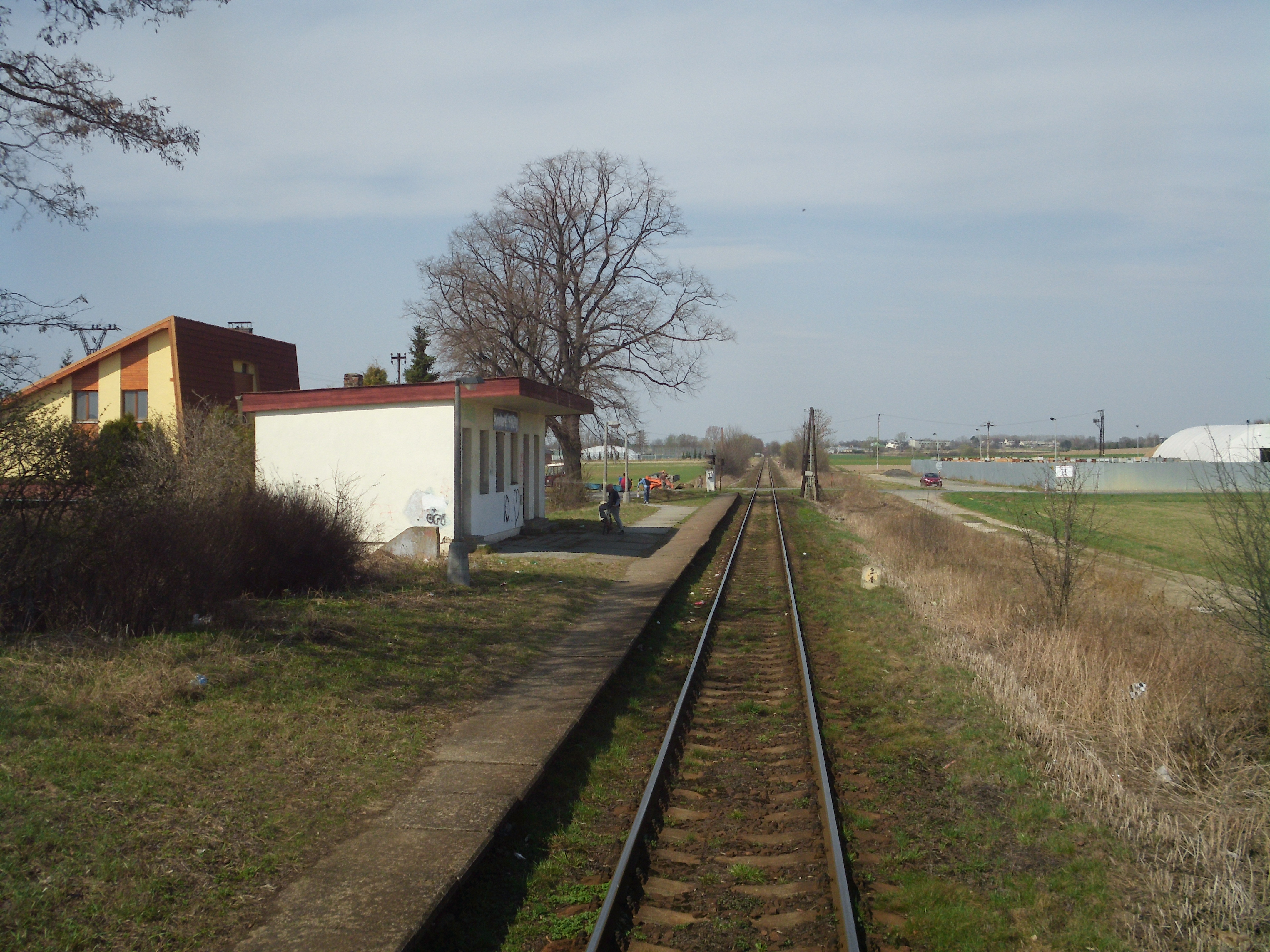
Przystanek osobowy